# آرام نالباندیان
آرام باگراتی نالباندیان (ارمنی: Արամ Բագրատի Նալբանդյան؛ ۱ ژانویهٔ ۱۹۰۸ – ۲۴ ژانویهٔ ۱۹۸۷) یک فیزیک‌دان اهل ارمنستان-اتحاد شوروی و شیمی‌فیزیک بود. وی بنیانگذار انستیتو فیزیک‌شیمی در ایروان ارمنستان و عضو انجمن علمی-دبیر دپارتمان شیمی فرهنگستان ملی علوم ارمنستان بود. وی مؤلف بیش از ۴۰۰ مقاله علمی و ۵ رساله علمی بود.

## زندگی‌نامه
آرام نالباندیان در سال ۱۹۰۸ قاراکیلیسا (کیروواکان، اکنون وانادزور) به دنیا آمد. در سنین کودکی پدر خود را از دست داد.
وی همچنین برندهٔ جوایزی همچون نشان لنین شده است. و وی در آرامستان مرکزی ایروان (توخماخ) به خاک سپرده شد.